# Thierry Moreau (football)
Pour les articles homonymes, voir Thierry Moreau et Moreau.
Thierry Moreau (né le 17 janvier 1967 à Lisieux) est un footballeur français, devenu entraîneur.

## Biographie
Cet ancien milieu de terrain participe à 500 matchs de championnat de France (Division 1 et Division 2) en 18 ans de carrière. 
Après avoir évolué six saisons dans les catégories de jeunes du SM Caen, il s'engage au Havre en 1985, avant d'être prêté une saison à son club formateur la saison suivante.
Il retourne ensuite trois saisons en Haute-Normandie et devient même champion de Division 2 en 1991.
Retraité en 2003, il obtient le diplôme DEF et devient en 2005 l'entraîneur du club de Courseulles, en DH. Alors que pendant trois saisons, il réussit à maintenir le club, il est condamné à descendre lors de la saison 2008-09 en Division Supérieure Régionale.

## Carrière de joueur
- 1985-1986 :  Le Havre AC (D1, 2 matchs)
- 1986-1987 :  SM Caen (D2, 24 matchs, 2 buts)
- 1987-1988 :  Le Havre AC (D1, 32 matchs)
- 1988-1991 :  Le Havre AC (D2, 77 matchs, 8 buts)
- 1991-1994 :  Le Havre AC (D1, 91 matchs, 8 buts)
- 1994-1997 :  Toulouse FC (D2, 113 matchs, 10 buts)
- 1997-1999 :  Toulouse FC (D1, 52 matchs, 5 buts)
- 1999-2000 :  Toulouse FC (D2, 32 matchs, 4 buts)
- 2000-2001 :  Toulouse FC (D1, 26 matchs, 3 buts)
- 2001-2003 :  Amiens SC (D2, 50 matchs, 1 but)[3]

## Parcours d'entraîneur
- 2003-2005 :  Fonsorbes (Ligue Midi-Pyrénées)
- 2005-2009 :  Réveil Saint Germain de Courseulles
- 2009-2010 :  Maladrerie omnisports Caen
- 2011-2013 :  FC Flers

## Palmarès
- Champion de France de Division 2 en 1991 avec Le Havre AC
- Élu meilleur joueur de Division 2 en 1997

## Statistiques
- 1er match en Division 1 : Le Havre AC - FC Metz, le 27 septembre 1985
- 203 matchs disputés et 16 buts marqués en Division 1
- 297 matchs et 25 buts en Division 2